# Mora Tidning
Mora Tidning (MT) är en tredagars tidning (må-on-fr), med inriktning på västra Siljansbygden och området norr och väster därom. Huvudredaktionen finns i Mora med lokalredaktioner i Orsa och Älvdalen. Tidningen grundades år 1893. Den ingår i koncernen Bonnier News Local.
Upplaga: 12 200 ex. (2002)